# Мариинский дворец (Санкт-Петербург)
Марии́нский дворе́ц — дворец в Санкт-Петербурге на Исаакиевской площади, назван в честь дочери императора Николая I Марии, которой предназначался как свадебный подарок по случаю бракосочетания с герцогом Максимилианом Лейхтенбергским. Построен в 1839—1844 годах по проекту Андрея Штакеншнейдера и считается лучшим произведением зодчего.
В 1880-х годах дворец был продан в казну и стал служить резиденцией Государственного совета, в 1890-х был отремонтирован и частично перестроен под руководством архитектора Людвига Петерсона. В 1906 году под руководством Леонтия Бенуа был пристроен отдельный корпус для Большого зала заседаний. С конца XIX века наряду с Зимним и Таврическим дворцами Мариинский является одним из трёх «политических» дворцов Петербурга. После февральской революции 1917 года в нём разместилось Временное правительство, а после Октябрьской революции был отдан Высшему совету народного хозяйства. С 1945 года во дворце заседал Ленсовет. Во время Августовского путча 1991 года Мариинский стал центром сопротивления ГКЧП в Ленинграде. В 1994 году, после роспуска Ленсовета, дворец заняло Законодательное собрание Санкт-Петербурга.

## История

### Ранняя застройка участка
В начале XVIII века земельный участок, занимаемый Мариинским дворцом, принадлежал представителям разных дворянских семейств — Бутурлиным, Урусовым, Репниным. В 1763 году земли подарила графу Ивану Чернышеву императрица Екатерина II. В 1768-м граф возвёл для себя роскошный дворец по проекту архитектора Жана-Батиста Валлен-Деламота. После смерти Чернышева имение унаследовал его старший сын Григорий, однако вскоре за долги имение было передано Казённому Опекунскому Управлению. Здание долгое время сдавали в частичную аренду. В 1824 году его передали военному ведомству, великий князь Николай Павлович решил построить на этом месте школу Гвардейских подпрапорщиков. Под нужды школы главный дом имения был радикально перестроен, уничтожены внешний декор фасадов и внутренняя отделка, снесены флигели и упразднён парадный двор. Проект возглавлял архитектор Александр Штауберт, строительство закончилось в 1828-м. В 1832—1834 годах в школе учились Михаил Лермонтов и Александр Барятинский.

### Строительство дворца

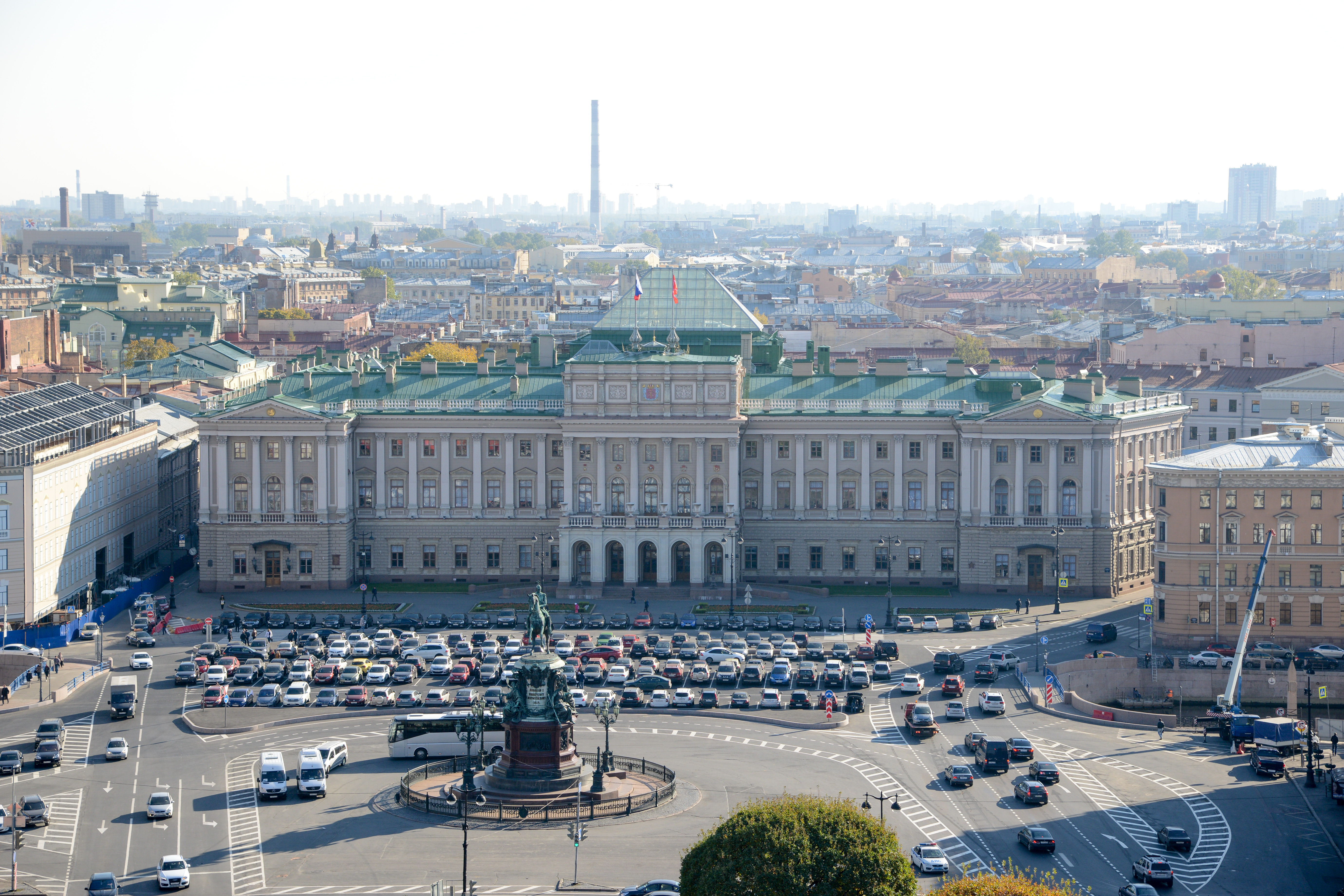
Памятник Николаю I на Исаакиевской площади перед Мариинским дворцом, 2014

В 1838 году император Николай I решил возвести новый дворец в подарок своей дочери Марии Николаевне в честь её помолвки с герцогом Максимилианом Лейхтенбергским. Школу гвардейских подпрапорщиков перевели в другое здание и переименовали в Николаевское Кавалерийское училище. Под дворец отошла земля, ранее принадлежавшая школе, и выкуплены ещё три близлежащих участка в Новом переулке. В результате получился участок неправильной формы, ограниченный со всех сторон зданиями министерств, и встала непростая задача вписать в его рамки будущий дворец. Кроме того, требовалось оставить роль архитектурной доминанты площади для Исаакиевского собора.
Возглавить строительство пригласили Андрея Штакеншнейдера, уже в декабре 1838-го он представил императору свой проект перестройки дворца Чернышева. Сохранив основной объём, Штакеншнейдер радикально изменил интерьеры, перенёс дверные проёмы и парадную лестницу. Вокруг прежних стен вплотную была возведена стена в полтора кирпича, несущие элементы заменили на несгораемые материалы — кирпич и металл. При строительстве применялись новейшие на тот момент технические решения: были установлены аммосовские печи для обогрева здания, проведены водопровод, канализация, продумана система вентиляции. 28 июля 1839 года состоялась торжественная закладка дворца.
Для руководства ходом строительства была учреждена специальная комиссия, в которую вошли именитые архитекторы Карл Росси и Василий Стасов. Она еженедельно формировала доклады «об успехах работ», которые отправлялись императору. Периодически Николай I лично приезжал с инспекцией.
Помимо самого дворца, Штакеншнейдеру предстояло возвести служебные корпуса: гофмейстерский, конюшенный, прачечный, несколько сараев и кухонь. Чтобы справиться с таким объёмом работ, архитектор набрал целый штат помощников. Штакеншнейдер часто принимал на службу молодых выпускников Академии художеств и поручал им важные задания. Единственным условием, которое ставило ему начальство — брать подписку с каждого «о непринадлежности к тайным обществам», что являлось отголоском Декабристского восстания. Отдел чертежей возглавлял Август Ланге, его старшим помощником был Владимир Шрейбер, каменных дел мастером — Лев Адамини. Со служебными корпусами помогали Павел Кармин и Иван Козлянинов.
2 июля 1839 года, в день свадьбы Марии Николаевны и Максимилиана Лейхтенбергского, Николай I объявил, что дворец на Исаакиевской площади станет их постоянной резиденцией. Однако в тот момент ещё даже не началась внутренняя отделка, поэтому молодожёны первое время жили в здании при Пажеском корпусе на Садовой улице.

### История эксплуатации

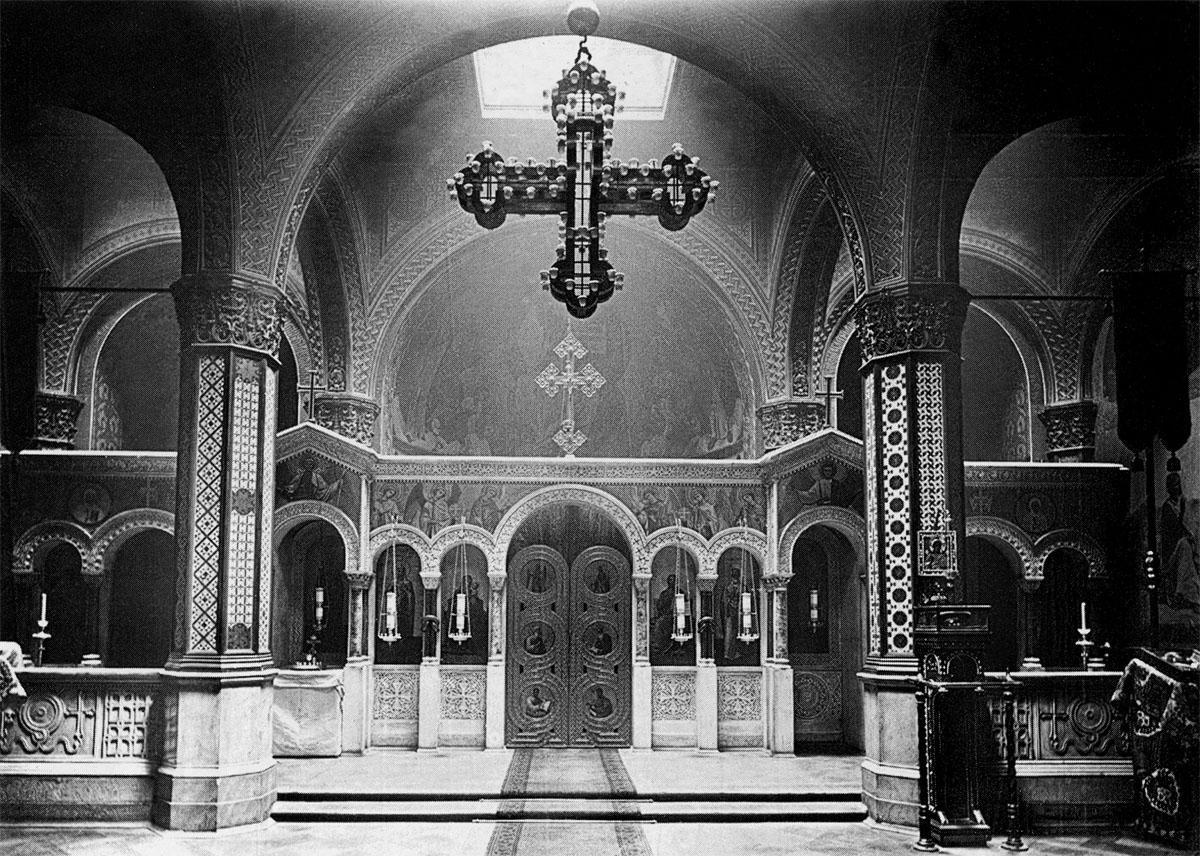
Домовая церковь Святителя Николая, худ. Григорий Гагарин, 1880-е

Отделку интерьеров завершили в конце 1844 года, а 25 января 1845-го дворец сдали Приёмной комиссии, и состоялась торжественная церемония освящения. После этого на некоторое время дворец открыли для свободного посещения всем желающим. При Марии Николаевне во дворце устраивали балы, маскарады, благотворительные вечера. В Ротонде проходили Рождественские ёлки для детей, а в Квадратном зале ставились любительские спектакли. В основном концертном зале выступали как профессиональные певцы и музыканты, так и любители из дворянских семей. Среди них был скрипач князь Алексей Львов, музыканты князь Григорий Волконский и князья Матвей и Михаил Юрьевичи Виельгорские. Гостями на приёмах в Мариинском были ректор Петербургского университета Александр Плетнёв, писатель Владимир Одоевский, критик Пётр Вяземский и многие другие.
Штакеншнейдер продолжил работать над дворцовым комплексом в 1850-х — тогда были устроены зимний сад и домовая церковь. В двухэтажном зимнем саду установили фонтан, образ которого был заимствован из Бахчисарайского дворца. Благодаря паровому отоплению сад круглый год хорошо прогревался, в нём росли пальмы и экзотические растения, и были развешаны клетки с тропическими птицами.
Главным украшением домовой церкви святителя Николая Чудотворца изначально был иконостас, заказ на исполнение икон получил Козрое Дузи. В 1858 году Мария Николаевна пожелала сделать интерьер более парадным. Для создания росписи стен и потолка она пригласила вице-президента Академии художеств Григория Гагарина.
Супруги Максимилиан и Мария были большими знатоками и ценителями искусства, они собрали в Мариинском такую коллекцию, которую Теофиль Готье назвал «одной из лучших среди частных собраний своего времени». Часть полотен герцог привёз с собой из принадлежавшей его семье мюнхенской галереи: полотна Джованни Беллини, Пьетро Перуджино, Аньело Бронзино, Рафаэля, Лотто, голландцев Яна Стена, Метсю, фламандцев Ханса Мемлинга и Антониса Ван Дейка, испанцев Диего Веласкеса и Бартоломе Мурильо. Собрание пополнили картины российских художников — Ивана Айвазовского, Карла Брюллова, Тимофея Неффа и других. В библиотеке насчитывалось свыше 50000 томов, из которых многие ранее принадлежали отцу Максимилиана Эжену де Богарне. Кроме того, герцог увлекался нумизматикой и геологией, его коллекции монет и минералов также хранились в Мариинском дворце.

### Перестройка Петерсона

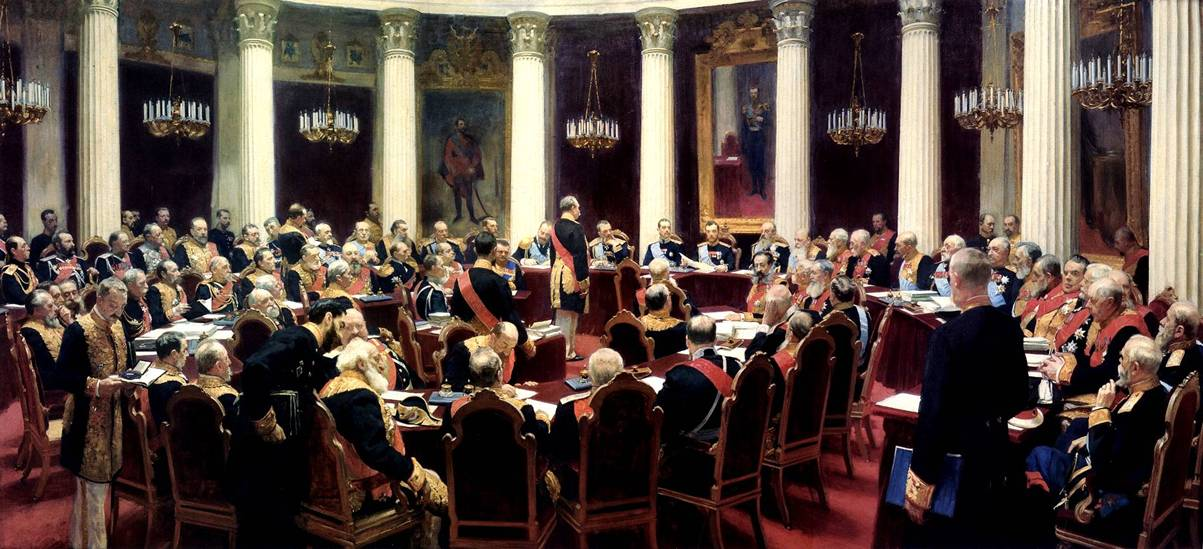
Илья Репин, «Заседание Государственного Совета Российской Империи», 1903

В начале 1880-х наследники Марии Николаевны продали дворец в государственную казну за 3 млн рублей. 14 июля 1884 года император Александр III своим указом объявил Мариинский дворец новой резиденцией Государственного совета, Государственной канцелярии, Комитета министров и Канцелярии по принятию прошений на Высочайшее имя. Для перестройки здания под новые цели был приглашён Людвиг Петерсон, он получил пост штатного архитектора. Петерсону предстояло подготовить внутренние помещения к работе ведомств, максимально сохранив имеющуюся отделку. Танцевальный зал был переделан под Комитет министров, Ротонда превратилась в зал общих заседаний Государственного совета, овальные столовую и гостиную передали его департаментам, бывшая библиотека герцога Максимилиана стала Приёмной великой княгини. Значительная часть помещений 1-го и 3-го этажей, а также бельэтажа, заняла канцелярия. К февралю 1885 года переустройство было завершено, и все указанные выше ведомства разместились во дворце.
В 1893 году во дворец провели электричество. В том же году штатный архитектор Петерсон рапортовал о необходимости срочно провести комплексный ремонт дворца и отреставрировать художественное убранство. К тому моменту в здании протекали потолки, а у главного подъезда дождём были размыты ямы в полметра глубиной. Для оценки объёма работ была учреждена специальная комиссия, которая пришла к выводу, что 80 % кровли требовали замены, вместо аммосовского отопления следовало установить водяное, в ремонте нуждались все фасады, система водоснабжения и канализации, значительная часть интерьерной отделки.

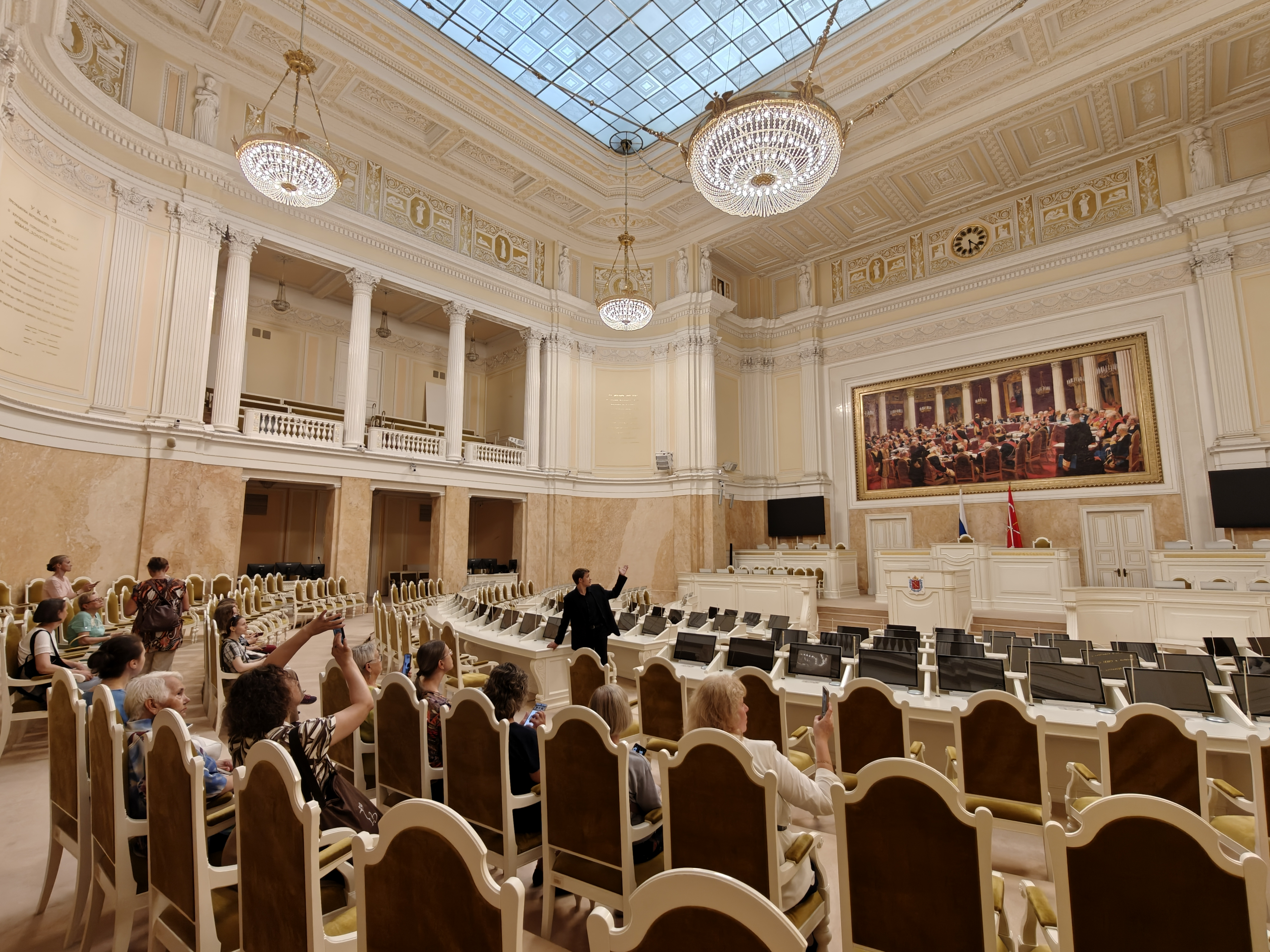
Зал на месте демонтированного зимнего сада

В 1906 году было решено устроить в Мариинском дворце зал для заседаний Государственного совета, однако специально созданная комиссия отвергла проект перепланировки уже имеющихся помещений и решила построить отдельный корпус во дворе и провести от него галерею к главному зданию. 5 мая 1907 года комиссия одобрила проект Леонтия Бенуа и Мариана Перетятковича, а 21-го июля того же года состоялась торжественная закладка здания. Электрификацию здания возглавил инженер М. М. Курбатов, а вентиляцию — гражданский инженер Б. К. Правдзик. Он создал уникальную систему фильтрации, нагрева и увлажнения воздуха, благодаря которой идеальный воздухообмен был достигнут не только в Большом зале, но и у каждого рабочего места. Оформление фасадов в корпусе Бенуа отлично от основного — у Штакеншнейдера декор оконных проёмов дворовой части выполнен из камня, а у Бенуа сделаны штукатурные тяги. В ходе строительства был демонтирован зимний сад с фонтаном у Помпейского зала. Уже к марту 1908-го все основные работы были завершены и начался этап отделки.
Первое заседание в новом здании состоялось 15 октября 1908 года.

### После революции

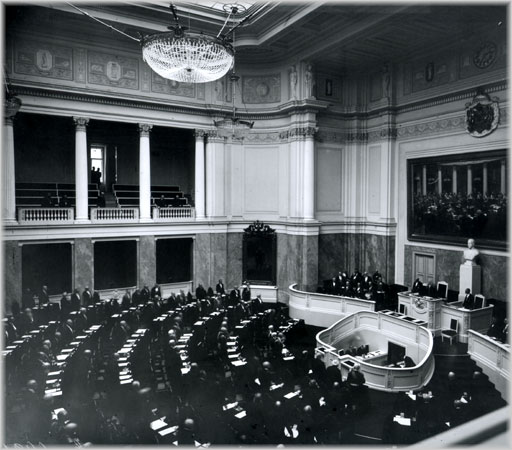
Заседание Государственного совета в Мариинском дворце. 1908. (РГИА)

После революции дворец заняло Временное правительство. 7 августа 1917-го в нём начала работу Всероссийская комиссия по выборам в Учредительное собрание, а в ноябре 1917 здание передали Наркому имуществ и Высшему совету народного хозяйства. Когда правительство большевиков в 1918-м переехало в Москву, дворец отдали под казармы и комиссию Красной армии.
В 1920-х дворец отдали «Трансбалту» (управлению морского и речного флота Балтийского бассейна), организовав в здании 60 квартир для служащих. Поскольку большая часть помещений осталась свободной, в 1928-м во дворце открыли «Дом печати», а к 1929-му — общежитие общества «Советский турист» на 1000 мест. Осенью 1929-го во дворце открылось отделение Всесоюзной промышленной академии с общежитием, аудиториями, комнатами персонала. Вместо бывшей домовой церкви сделали кинотеатр, для чего разрушили иконостас и закрасили живопись. В 1940 году аудитории и общежитие перешли Высшим курсам при ЦК ВКП(б).
С началом Великой Отечественной войны дворец отошёл Военному совету, вскоре в нём разместили «Городок № 1» батальонов выздоравливающих — пациентов госпиталей, направленных на восстановительное лечение. Согласно сохранившимся документам, ежедневно в городке находилось около двух тысяч солдат. В годы блокады дворец пострадал от бомбардировок — в него попали три крупных снаряда и около 40 фугасов. Чтобы сохранить внутреннее убранство помещений, в 1944-м здание законсервировали, архитектор М. А. Шепелевский возглавил реставрацию. С 1945-го во дворце разместился Ленсовет и Ленинградский горисполком. В 1947 году бывший Белый зал переоформили под его нужды, фризы Виги завесили полотнами Владимира Серова.

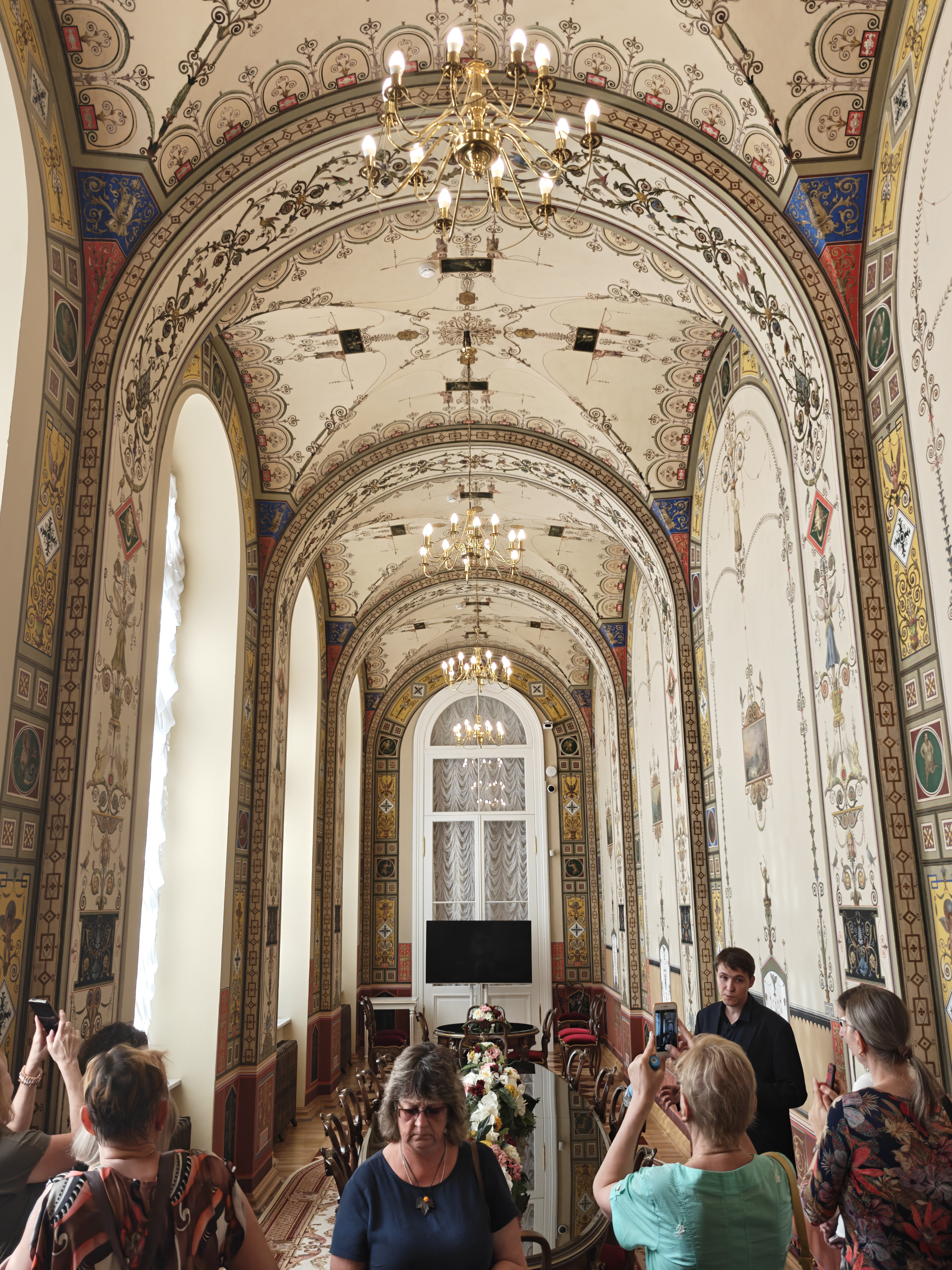
Помпейская галерея

В 1960—1970-х была проведена первая комплексная реставрация дворца, в ходе которой восстановили росписи Помпейской галереи, интерьеры Красного и Белого залов. В 1990-х была восстановлена и частично отреставрирована домовая церковь Николая Чудотворца, на месте которой в 1929-м был устроен кинотеатр.

### После распада СССР
19-22 августа 1991 года во время Августовского путча дворец стал центром сопротивления ГКЧП в Ленинграде, вокруг него были возведены баррикады. В 1991—1993 годы дворец стал местом заседания Петросовета, в декабре 1993 года совет был распущен в связи с принятием новой Конституции. Целый год дворец стоял пустым, только 14 декабря 1994 года в нём состоялось первое заседание Законодательного собрания Санкт-Петербурга.
В 2010-х прошла серия реставрационных работ, во время которых были восстановлены Большой обеденный зал, Голубая гостиная, двери и паркет Помпейской галереи. В 2015-м году была воссоздана роспись домовой церкви работы Григория Гагарина.

## Архитектура

### Фасады и планировка
В силу неправильной формы участка дворец получил несколько асимметричные очертания. Если стоять к нему лицом, то правое крыло короче левого и расположено под небольшим углом к площади, так как идёт параллельно Вознесенскому проспекту. Главный фасад отмечен тремя ризалитами, у левого и правого подчёркнуто строгие треугольные фронтоны, а центральный слегка подан вперёд и завершён аттиком с крупными волютами. Оформление фасада эклектично, в нём сочетаются и характерный для классицизма вертикальный рисунок, и элементы барокко в малых скульптурных формах. Всю декоративную скульптуру выполнил один мастер — выпускник Дрезденской академии художеств Иосиф Карл Готлиб Герман. В Мариинском дворце Штакеншнейдер первым оформил фасады на уровне первого этажа гранёной («бриллиантовой») рустовкой, характерной для палаццо итальянского Возрождения, и до того не применявшейся в России.
Планировку внутренних помещений продумали так, чтобы служебные комнаты выходили на Вознесенский проспект и Новый переулок, а жилые покои были удалены вглубь здания и выходили к тихим внутренним дворам. Штакеншнейдер впервые в Российской империи сделал анфиладу залов уходящей вглубь, а не параллельно главному фасаду. Две анфилады личных покоев великой княгини и герцога соединялись с центральной системой коридоров.
Штакеншнейдер планировал возвести у восточного и западного павильонов масштабные портики из песчаника. Мария Николаевна предложила заменить их на небольшие, но отделанные мрамором, а для отделки пригласить В. Модерни, но ввиду дороговизны от этой идеи отказались. Штакеншнейдер представил императору эскизы портика малой террасы южного фасада, Николай I велел заменить песчаник на оштукатуренный кирпич, и только после долгих уговоров архитектора и снижения иных расходов на строительство было позволено применить песчаный камень. Материал доставили из Бистремских каменоломен в пойме реки Луги близ Нарвы.

### Внутреннее убранство

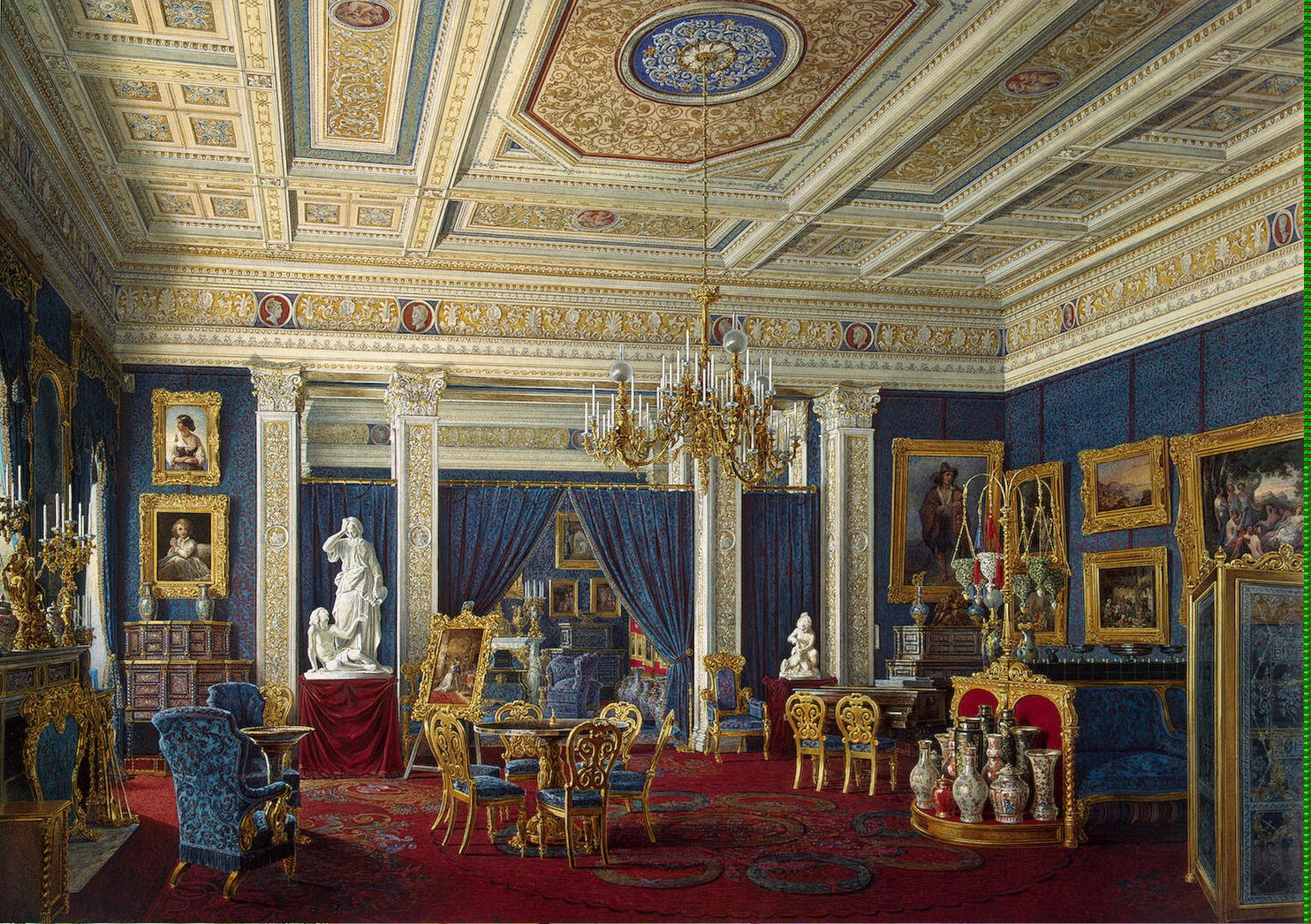
Эдуард Гау, середина XIX века, Синяя гостиная Мариинского дворца

К отделке приступили весной 1841 года. Штакеншнейдер привлёк к работе над внутренним убранством дворца Фёдора Клагеса, Александра Кольмана, Александра Катина, Давида Йенсена, Антонио Виги, Иоанна Дроллингера и других. Для отделки применялись только ценные породы древесины и дорогой мрамор. Над лепниной работала артель Тимофея Дылёва, И. Яишникова, И. Косолапова. Мебель создавали именитые мастера Василий Бобков и Николай Тарасов. Как и с фасадами, архитектор стремился достичь разнообразия и уникальности для каждого помещения, поэтому в их эклектичном оформлении использовались приёмы и мотивы разных стилей, от ренессанса до классицизма и барокко. Многие декоративные элементы Штакеншнейдер создавал лично: например, сохранились его эскизы медных канделябров у парадной лестницы.
Парадный вестибюль был украшен колоннами из натурального твидийского мрамора розового цвета, полы выложены метлахской плиткой, а крестовые своды расписаны арабесками. В помещении также стоял камин из сибирского зелёного мрамора. За вестибюлем следует холл, подводящий к парадной лестнице, потолок которого был расписан золочёным орнаментом с монограммами владельцев. По холлу и фризу лестницы проходил барельеф, копия работы Бертеля Торвальдсена, оригинал которого художник создал в 1811—1812 годах для Квиринальского дворца в Риме. Слепок и форму купил и привёз в Петербург Иосиф Герман. В центре парадной приёмной стояла скульптура Антонио Кановы «Три грации».

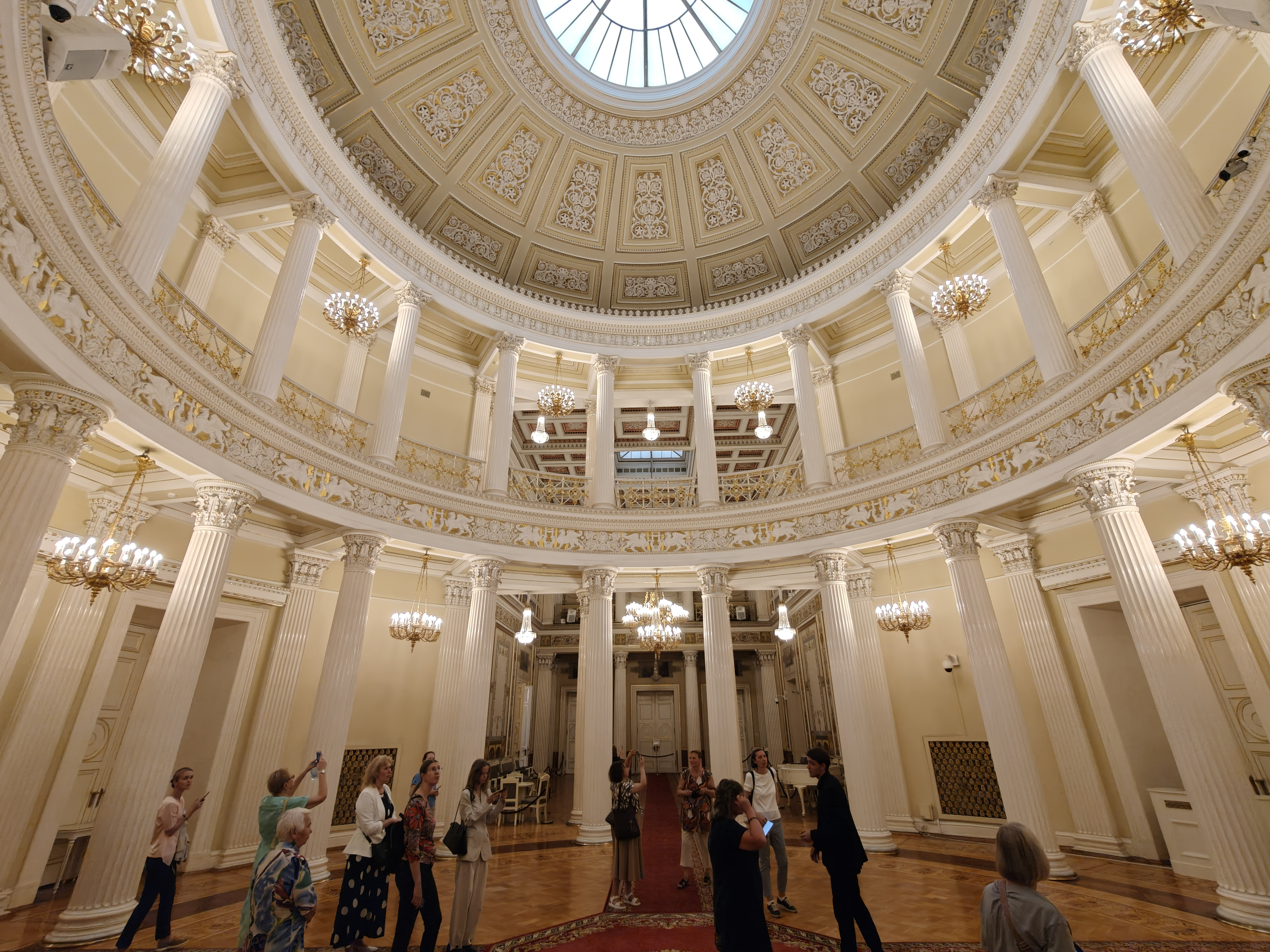
Ротонда

За приёмным залом открывалась Ротонда — центральный композиционный элемент всего дворца. Круглое в плане помещение с высотой потолков почти в 17 метров по периметру окружала двухъярусная беломраморная колоннада, и перекрывал купол с верхним светом. Потолок был отделан лепниной и позолотой, а над первым ярусом были установлены позолоченные фигуры грифонов, держащих лиру. Среди других выразительных элементов отделки были наборный паркет со сложным рисунком, палисандровые двери, инкрустированные перламутром и слоновой костью.

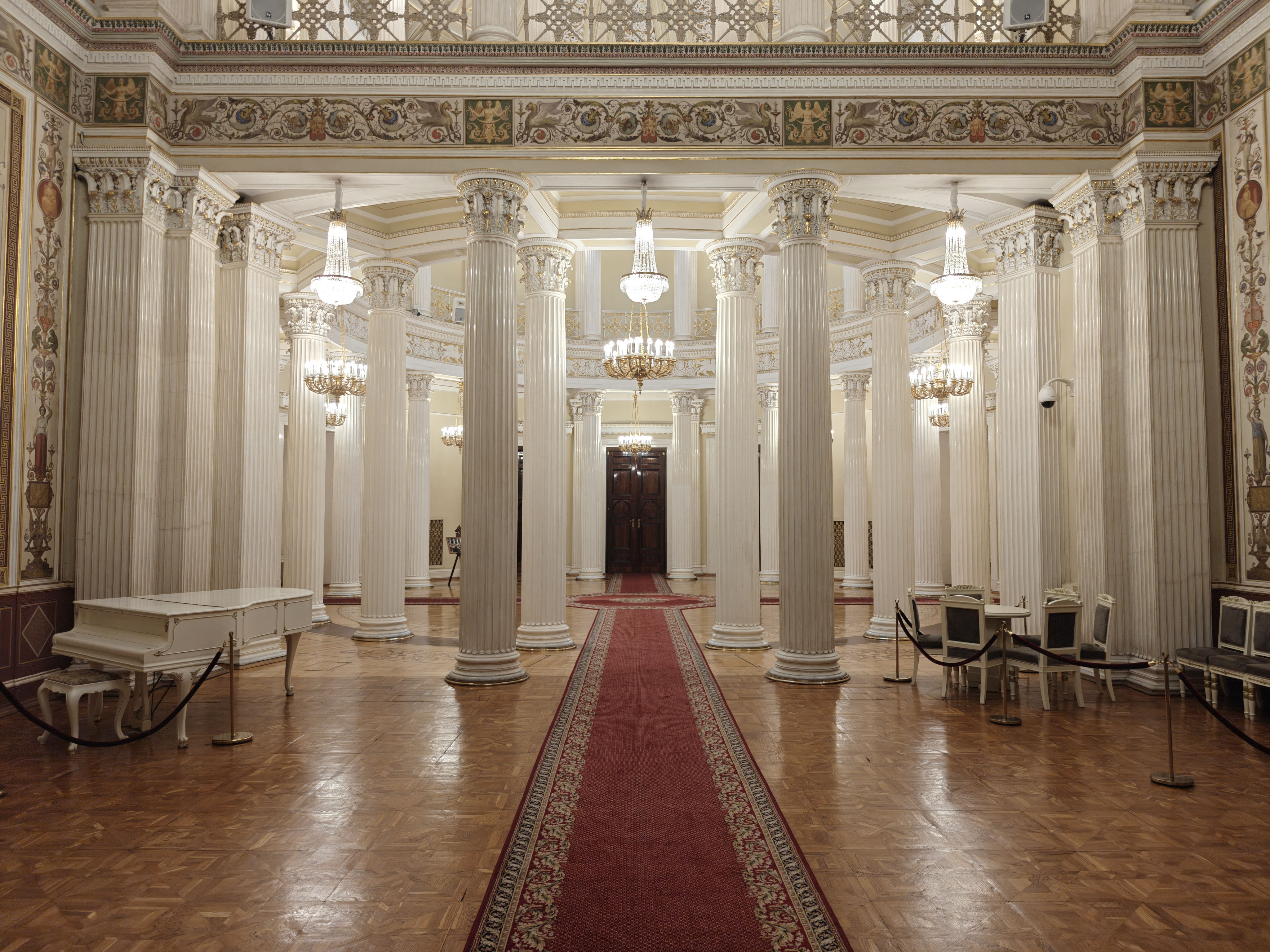
Помпейский зал

За Ротондой шёл Помпейский (другие названия — Квадратный, Тёмный) зал, при отделке которого Штакеншнейдер черпал вдохновение из своей поездки на юг Италии, к Везувию, а также из росписей Ватиканского дворца. Над живописными медальонами работал Иоганн Дроллингер. Выполненные в духе античных фресок, они содержали сюжеты из произведений классиков русской литературы — Пушкина, Державина, Жуковского. В том же стиле была оформлена Помпейская галерея: её стены и потолок были декорированы арабесками, а освещали её бронзовые люстры с фигурами грифонов.
Концертный (Танцевальный) зал был декорирован сдержанно — у гладких панно стен только кайма была оформлена меандром. В зале стоял мраморный камин с кариатидами, но в целом остальное убранство стремилось не затенить роспись фриза работы Антонио Виги, главный декоративный элемент помещения. Фреска содержала античные сюжеты о Марсе и Венере. Эта работа стала последним творением Виги, он скончался, не успев получить гонорар.

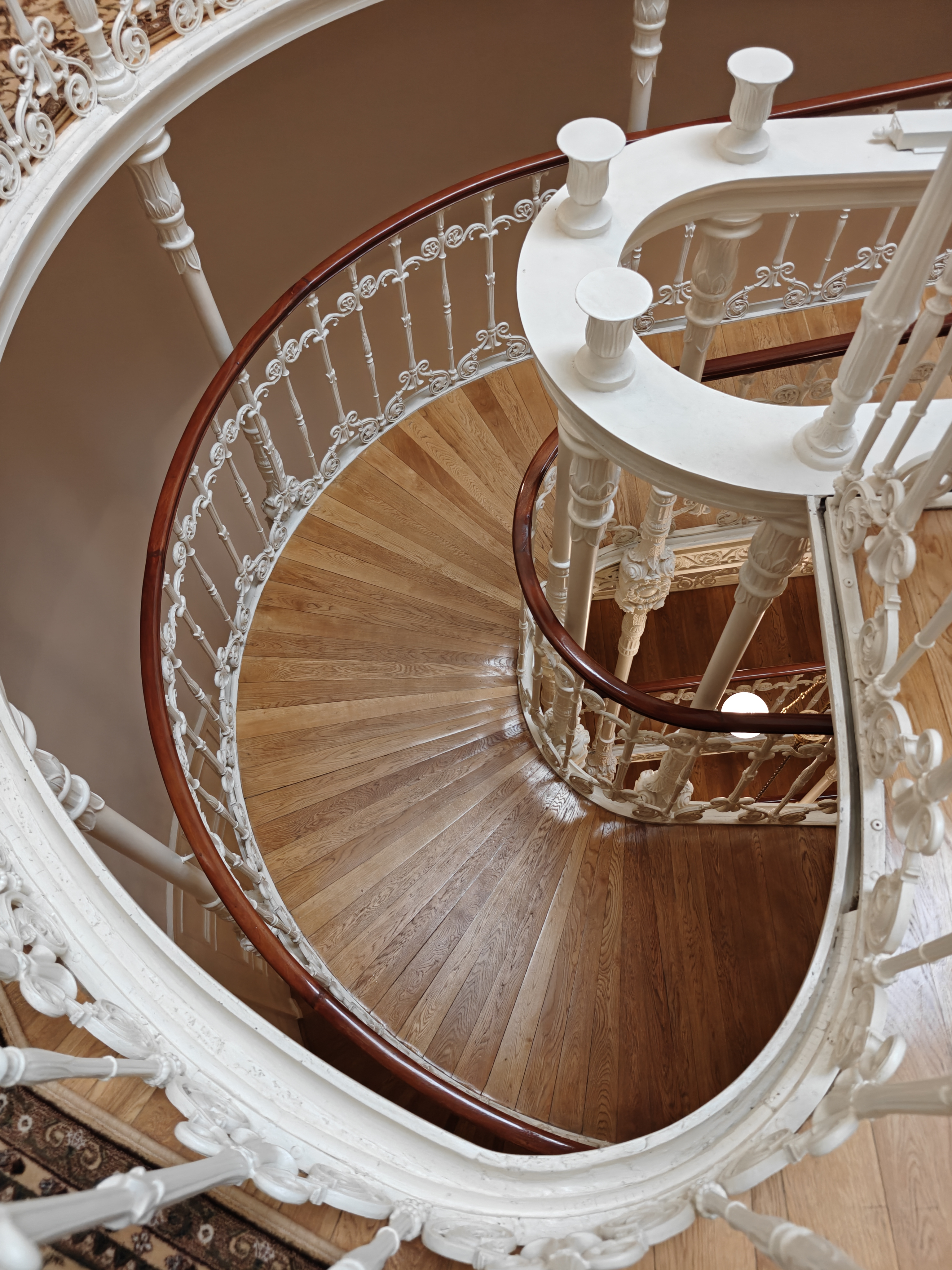
Пандус

Интересным объектом является расположенный в западном ризалите, зоне бывшего дворца Чернышева, пандус, на тот момент не имевший аналогов в стране. Соорудить его специально попросил Николай I для Марии Николаевны, у которой болели суставы ног. Овальное в плане помещение освещалось через стеклянный потолок. Спиральная чугунная «лестница без ступеней» была покрыта асфальтом и ограждена чугунными перилами с поручнями из красного дерева.
Авторский почерк Штакеншнейдера особенно ярко проявился в интерьере гостиной, которая была позже превращена в библиотеку. Оформленная четырёхгранными пилонами с обильным золотым орнаментом, она также была украшена множеством медальонов, лепниной, красочной росписью фриза и потолка. Другой из «особых удач» Штакеншнейдера называют будуар дворца, имитировавший изящную шкатулку и поражавший современников своей роскошью. Стены будуара были затянуты шёлком и отделаны деревянными рамами, зеркалами, живописными панно, потолок украшен орнаментом и круглым зеркалом, установлен фарфоровый камин, и в изобилии применены лепнина и позолота.